# Жералдеш, Франсишку
Франсишку Оливейра Жералдеш (порт. Francisco 'Chico' Oliveira Geraldes; родился 18 апреля 1995 года в Лиссабон, Португалия) — португальский футболист, полузащитник лиссабонского «Спортинга».

## Клубная карьера
Жералдеш — воспитанник лиссабонского «Спортинга». 30 марта 2013 года в матче против дубля «Бенфики» он дебютировал в Сегунда лиге в составе дублирующего состава последних. Летом 2016 года для получения игровой практики Франсишку на правах аренды перешёл в «Морейренсе». 13 августа в матче против «Пасуш де Феррейра» он дебютировал в Сангриш лиге. Через неделю в поединке против «Фейренсе» Жералдеш забил свой первый гол за «Морейренсе». Он помог клубу завоевать Кубок португальской лиги. В начале 2017 года Франсишку вернулся в «Спортинг». 11 марта в матче против «Тонделы» он дебютировал за «львов».
Летом того же года Жералдеш был отдан в аренду «Риу Аве». 7 августа в матче против «Белененсиша» он дебютировал за новую команду. В этом же поединке Франсишку забил свой первый гол за «Риу Аве».
Летом 2018 года Жералдеш на правах аренды присоединился к франкфуртскому «Айнтрахту».

## Международная карьера
В 2017 году в составе молодёжной сборной Португалии Жералдеш принял участие в молодёжном чемпионате Европы в Польше. На турнире он был запасным и на поле не вышел.

## Достижения
Командные
 «Морейренсе»
- Обладатель Кубка португальской лиги — 2016/2017

 «Спортинг (Лиссабон)»
- Обладатель Кубка Португалии — 2018/2019